# 小林末男
小林 末男（こばやし すえお、1928年（昭和3年） - ）は、日本の経営学者、経済学者。経済学博士（法政大学、1982年）。専門は経営管理で、特に行動科学的組織論。拓殖大学北海道短期大学学長、産業能率大学常務理事、同監事などを歴任。

## 経歴
北海道有珠郡壮瞥町生まれ。北海道庁立帯広中学校（旧制）に学び、北海道勇払郡野安部太小学校の代用教員となる。
上京し、学習院大学に学ぶが、1954年に中退して大正製薬に入社。その後、法政大学経済学部卒業。同大学院経済学研究科修了。1963年、産業能率短期大学能率科講師。1968年、拓殖大学商学部助教授。1972年、拓殖大学商学部教授。1977年、同大学院商学研究科教授。1979年、同経理研究所所長。1981年、同商学部長。その後、拓殖大学理事。1991年、拓殖大学北海道短期大学学長に就任するも、同年同学長退任。拓殖大学退職。拓殖大学名誉教授。産能大学経営情報学部教授。2003年、産能大学退職。現在、学校法人秋草学園理事、学校法人産業能率大学監事、南京大学兼職教授、長春大学客座教授、バークレー科学大学USL JRS首席学長、サンフランシスコ州立大学総長付最高学術メンバー及び特認教授。
この他に、南京大学客座教授、アームストロング大学大学院客員教授も務めた。

## 主著
- 『企業内コミュニケーションの管理 : 断絶と不信をなくすために』（東洋経済新報社、1972年）
- 『リーダーシップの開発と実践 : 組織目標の達成と自己実現のために』（東洋経済新報社、1976年）
- 『経営行動科学辞典』（編著、創成社、1987年）
- 『新・実践的経営管理論』（千倉書房、1997年）